# Latifat Tijani
Latifat Tijani, née le 8 novembre 1981, est une haltérophile handisport nigériane concourant en -45 kg. Elle décroche le titre paralympique en 2021 après avoir été médaillée d'argent aux Jeux de 2016.

## Carrière
Elle est victime de la poliomyélite durant son enfance et perd l'usage de ses jambes.
Lors des Jeux paralympiques d'été de 2020, Tijani remporte la médaille d'or en -45 kg en soulevant 107 kg devant la Chinoise Zhe Cui et la Polonaise Justyna Kozdryk. C'est la première médaille d'or du Nigeria aux Jeux paralympiques d'été de 2020. Elle avait déjà remporté la médaille d'argent quatre ans plus tôt aux Jeux de Rio. En 2019, elle est médaillée de bronze aux Championnats du monde.